# Temple protestant de Bourg-en-Bresse
Le temple protestant de Bourg-en-Bresse est un édifice religieux situé 11 rue Lalande à Bourg-en-Bresse, dans l'Ain. La paroisse est membre de l'Église protestante unie de France.

## Histoire

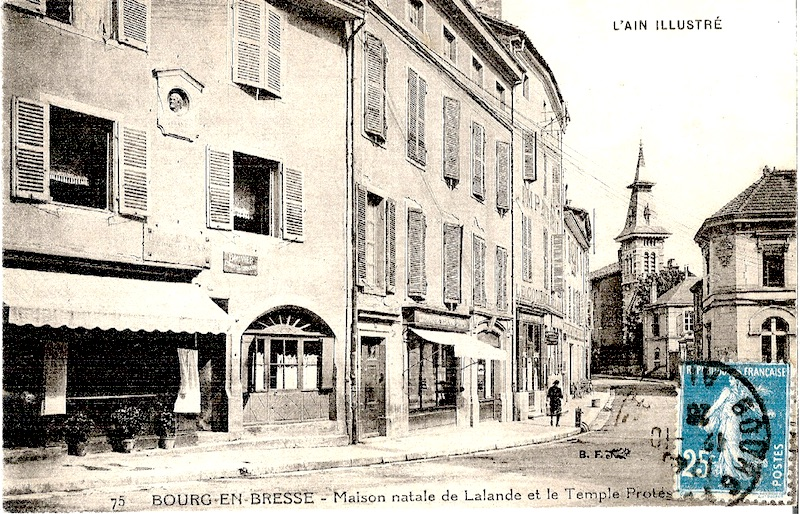
Maison natale de l'astronome Lalande, clocher du temple protestant et hôtel des postes de Bourg-en-Bresse, à l'intersection de l'avenue d'Alsace-Lorraine et de la rue Lalande.

En 1895 est percée l'avenue d'Alsace-Lorraine, qui relie le centre-ville de Bourg-en-Bresse à la gare de Bourg-en-Bresse. Sur cet axe prestigieux, Tony Ferret, architecte du département de l'Ain depuis 1884 et du diocèse de Belley depuis 1896, aménage plusieurs édifices. Il fait construire le lycée national de jeunes filles en 1887 et restaure l'hôtel de préfecture de l'Ain en 1895,. De 1894 à 1897, dans un même espace à l'intersection de la rue Lalande, il dessine l'hôtel des postes (qui deviendra en 1980 la bibliothèque Albert-Camus) le square Lalande et le temple protestant,. Le temple est séparé de la bibliothèque par l'allée Sébastien Castellion (1515-1563), théologien protestant, présenté comme « Apôtre de la tolérance et de la liberté de conscience ». Le temple est inauguré en 1897.
En 2019 a lieu des travaux d'aménagement, pour agrandir l'espace de la salle Martin-Luther-King, connexe à la salle du culte.
De 1976 à 1979, le pasteur de l’Église est Alain Massini. Engagé dans le dialogue avec les juifs, il devient président de la commission Juifs et chrétiens de la Fédération protestante de France à la suite de André Trocmé, et reçoit le prix de l'Amitié judéo-chrétienne de France en 2011. Aujourd'hui, la pasteure est Magalie Carlier,.

## Architecture

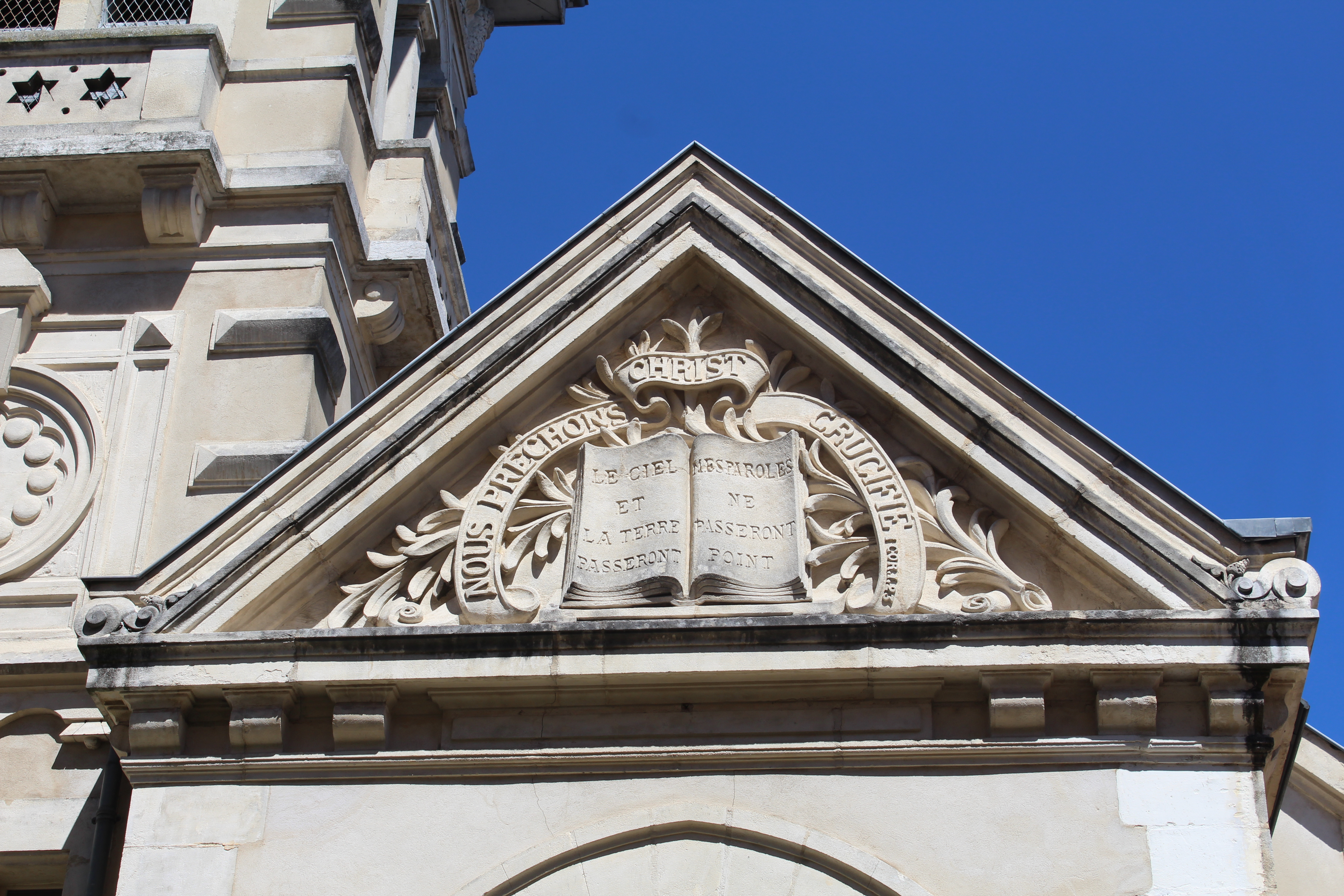
Portail du temple protestant.

La façade est de style éclectique. La toiture du clocher est soutenue aux angles par des griffons sculptées. En dessous, une petite balustrade arbore trois étoiles de David. Sur le fronton est sculpté en bas-relief une Bible ouverte, symbole caractéristique des temples protestants. Sur les pages sont gravées « Le ciel et la terre passèrent. Mes paroles ne passeront point. », versets extraits des Évangiles synoptiques, Matthieu 24, 35 - Marc 13, 31 - Luc 21, 33. L'inscription qui l'entoure est une citation extraite des lettres de Paul, dans la Première épître aux Corinthiens 1, 23 et l'Épître aux Galates 5, 11 « Nous prêchons Christ crucifié ».
L'intérieur est sobre et épuré, chaleureux par son plafond charpenté et ses boiseries. La chaire est aménagée dans une alcôve dans l'axe de la nef, derrière la table de communion, sur laquelle est usuellement posée une Bible ouverte. Une grande croix nue en bois, sans représentation du crucifiée, est accrochée au-dessus.